# Mario Kapulica
Mario Kapulica (Zagreb, 5. ožujka 1969.) hrvatski je političar.
Predsjednik je Zajednice utemeljitelja Hrvatske demokratske zajednice "dr. Franjo Tuđman" od siječnja 2017. godine. Savjetnik je predsjednika HDZ-a Andreja Plenkovića.

## Politički angažman
Kapulica se politički angažira nakon što je na javnoj tribini dana 28. veljače 1989. godine u Klubu Društva hrvatskih književnika u Zagrebu slušao izlaganje disidenta Franju Tuđmana na kojem se prvi puta javno spominje potreba za osnivanje Hrvatske demokratske zajednice. U travnju postaje članom Inicijativnog kruga HDZ-a.
Na 1. Općem saboru HDZ-a 24. i 25. veljače 1990. izabran je za člana Središnjeg odbora te je bio član tog tijela idućih deset godina. Na prvim slobodnim izborima u travnju 1990. izabran je za vijećnika u Skupštini Grada Zagreba. Izvršni odbor Središnjice HDZ-a imenuje ga za 13. rujna 1990. za predsjednika Mladeži HDZ-a. Kapulica od tada intenzivno radi na ustrojavanju i okupljanju stranačkog podmlatka. Na 1. Konvenciji u Puli izabran je za nacionalnog predsjednika Mladeži HDZ-a, zatim ponovno 1994. na Konvenciji u Osijeku te 1996. na 3. Konvenciji u Splitu. Na 4. Konvenciji 1998. u Zagrebu više se nije kandidirao, ali je izabran za predsjednika njenog Nacionalnog odbora. 
Osnivač je Hrvatske akademske zajednice, prve nekomunističke studentske organizacije nakon prisilnog gašenja Hrvatskog proljeća 1972.
Članom Predsjedništva HDZ-a postaje 1993. do 1998., potom ponovno od 2017. godine. Godine 1995. izabran je za zastupnika u Trećem sazivu Zastupničkog doma Hrvatskog sabora (1995. – 2000.), zatim ponovno u Desetom sazivu (2020. - 2024.). Inicijator je Zakona o Hrvatskom studentskom zboru.
Predsjednik Republike Hrvatske Franjo Tuđman imenuje ga 1998. pomoćnikom savjetnika Predsjednika za nacionalnu sigurnost (1998. – 2000.) te članom Predsjedničkog vijeća za unutarnju politiku, nacionalnu sigurnost i oružane snage (1999. – 2000.). Od 1998. do 2000. obnaša dužnost tajnika Vijeća Središnjeg odbora HDZ-a te je 1999. koordinirao osnivanje stranačkih zajednica unutar HDZ-a. 
Od 2002. do 2016. nije politički aktivan te obnavlja članstvo u HDZ-u 2015. U prosincu 2016. novoizabrani predsjednik HDZ-a Andrej Plenković imenuje ga svojim savjetnikom. U siječnju 2017. na Konvenciji izabran je za predsjednika Zajednice utemeljitelja HDZ-a "Dr. Franjo Tuđman". Ponovno je izabran za predsjednika stranačke zajednice u studenome 2021.
Kao zastupnik Hrvatskog sabora bio je potpredsjednik Odbora za unutarnju politiku i nacionalnu sigurnost te član Odbora za informiranje, informatizaciju i medije te Odbora za izbor, imenovanja i upravne poslove.

## Poveznice
- Hrvatska demokratska zajednica
- Mladež Hrvatske demokratske zajednice
- Zajednica utemeljitelja HDZ-a "Dr. Franjo Tuđman"